# Schloss Třemešek

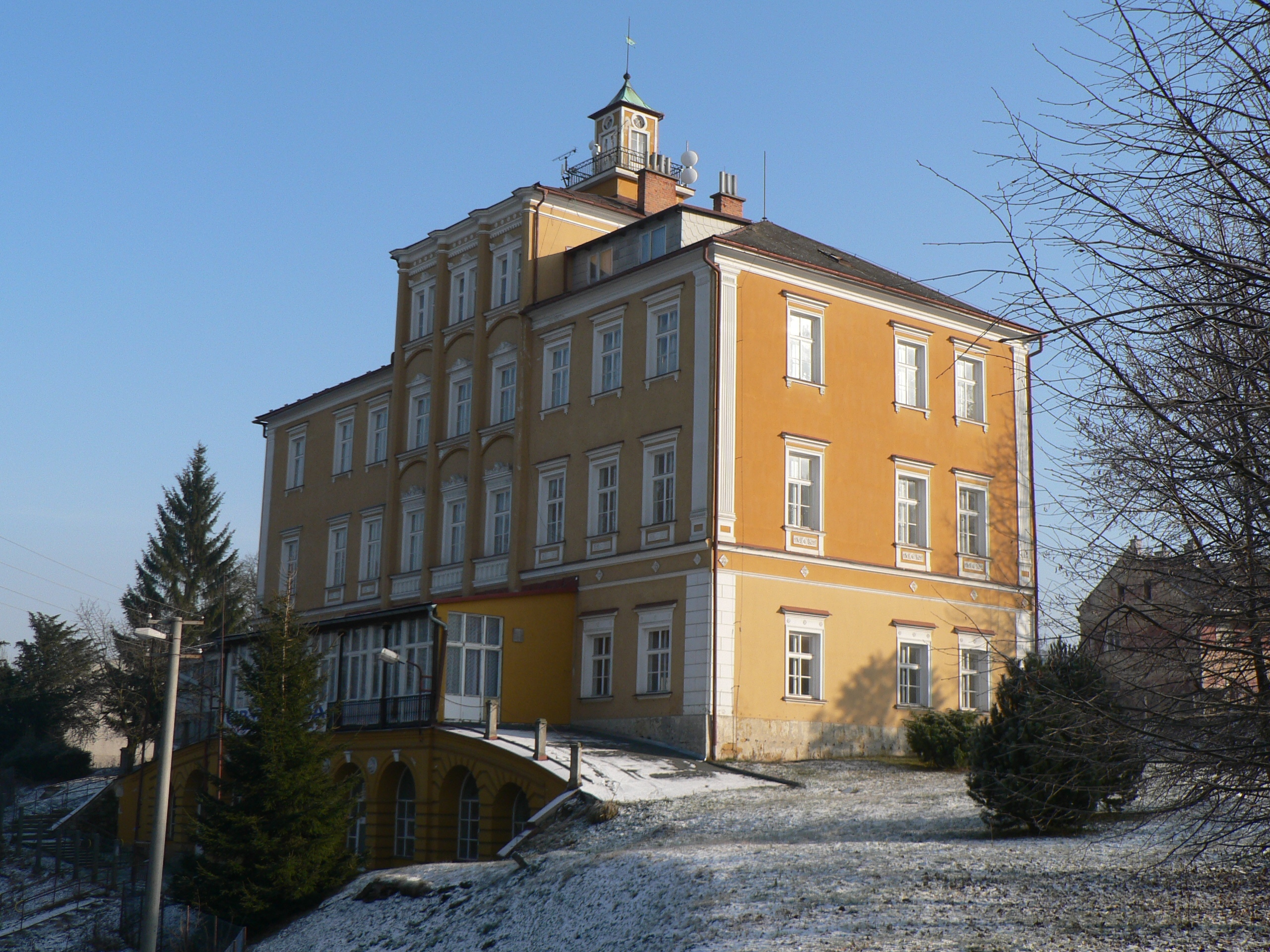
Schloss Třemešek

Das Schloss Třemešek (deutsch Schloss Johrnsdorf) befindet sich im Ortsteil Králec der Gemeinde Dolní Studénky in Tschechien.
Das Schloss liegt zweieinhalb Kilometer südöstlich von Šumperk linksseitig der Desná im Schönberger Kessel am nördlichen Fuße des Malínský vrch (491 m).

## Geschichte
Anstelle des im böhmisch-ungarischen Krieg erloschenen Dorfes Třemešek errichtete Peter von Zierotin die Herrschaft Johrnsdorf. 1559 erwarb Peter Bukuvky von Bukuvka das Dorf. Um 1587 entstand eine Renaissancefeste. Unter Jan Bukuvky (1587–1617) wurde Johrnsdorf zu einer freien Gutsherrschaft erhoben.
Das Schloss wurde zwischen 1857 und 1863 im romantischen Stil umgestaltet und bei Umbauten in den 1950er Jahren verunstaltet. Heute ist das Schloss ein Kulturdenkmal. Vom ursprünglichen Bau ist noch das Portal erhalten.